# Ацетат плутонила-натрия
Ацетат плутонила-натрия — химическое соединение,
осно́вная соль плутония, натрия и уксусной кислоты
с формулой PuO2Na(CH3COO)3,
розовые кристаллы,
слабо растворяется в воде.

## Получение
- Реакция растворов нитрата натрия, уксусной кислоты и нитрата плутонила:

{\displaystyle {\mathsf {PuO_{2}(NO_{3})_{2}+NaNO_{3}+3CH_{3}COOH\ {\xrightarrow {}}\ NaPuO_{2}(CH_{3}COO)_{3}\downarrow +3HNO_{3}}}}

## Физические свойства
Ацетат плутонила-натрия образует розовые кристаллы
кубической сингонии,
пространственная группа P 213,
параметры ячейки a = 1,0664 нм, Z = 4,
структура типа NaUO2(CH3COO)3.
Слабо растворяется в воде.

## Применение
- Ранее использовался в ацетатном способе разделения урана, плутония и продуктов деления.

## См.также
- Ацетаты